# Echtershausen

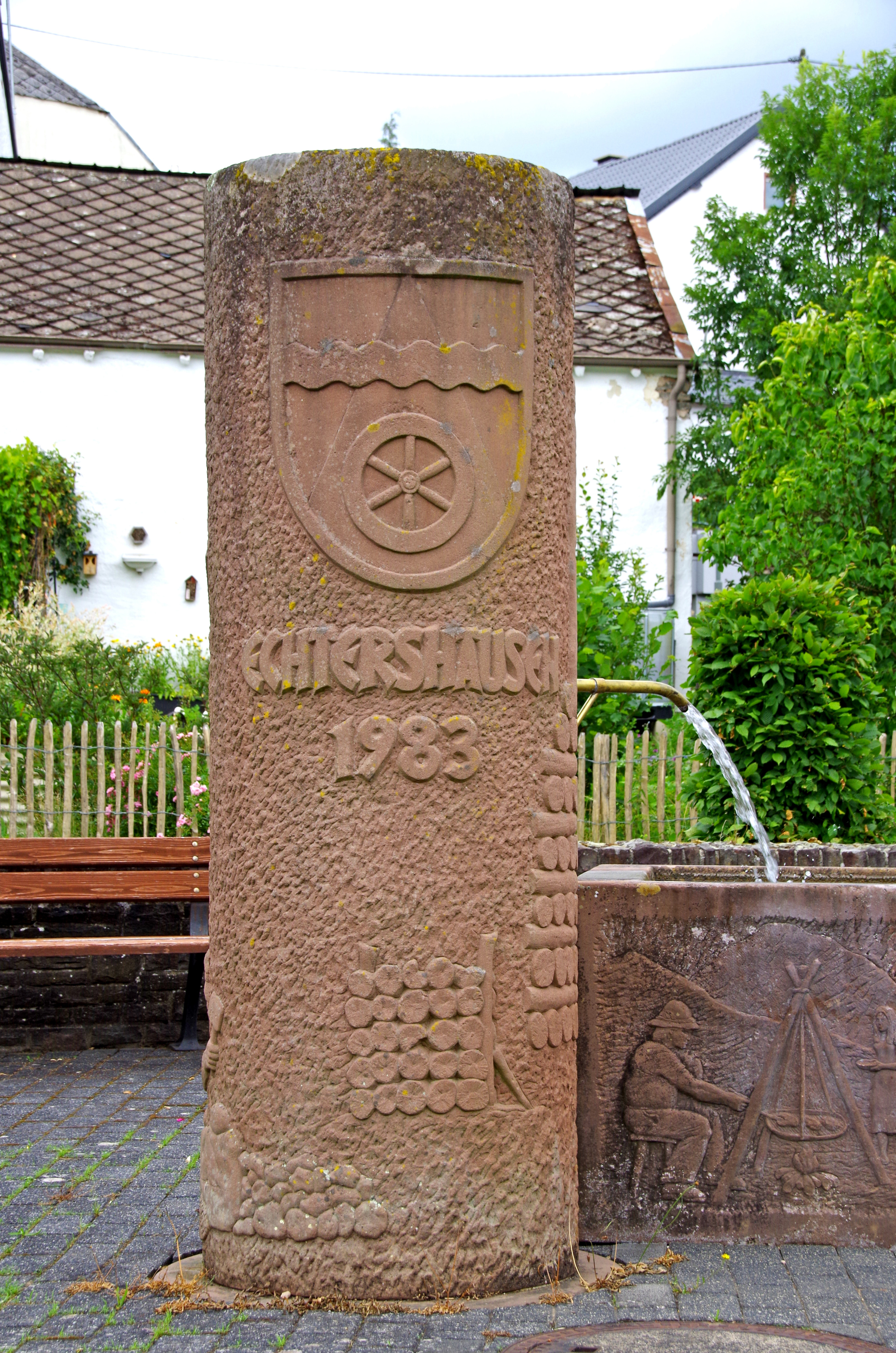
Echtershausen, Hauptstraße, Brunnen

Echtershausen ist eine Ortsgemeinde im Eifelkreis Bitburg-Prüm in Rheinland-Pfalz. Sie gehört seit dem 1. Juli 2014 der Verbandsgemeinde Bitburger Land an.

## Geographie
Die Gemeinde liegt im Naturpark Südeifel etwa 10 km nordwestlich der Kreisstadt Bitburg. Die Prüm verläuft östlich der Ortschaft und fließt in den 1 km von Echtershausen entfernten Stausee Bitburg. Von dem mit 2,49 km² recht kleinen Gemeindegebiet werden 40 % landwirtschaftlich genutzt, 46 % sind von Wald bestanden.

## Geschichte
Die erste urkundliche Erwähnung des Ortes erfolgte im Jahre 1325 als „Ochtershausen“. Die Endung „–hausen“ stammt aus der Rodungszeit im 9.–11. Jahrhundert.
Bis zum Ende des 18. Jahrhunderts gehörte der Ort zur luxemburgischen Herrschaft Hamm. Im Jahr 1794 hatten französische Revolutionstruppen die Österreichischen Niederlande, zu denen das Herzogtum Luxemburg gehörte, besetzt und im Oktober 1795 annektiert. Von 1795 bis 1814 gehörte Echtershausen zum Kanton Bitburg im Departement der Wälder. Um 1800 wurde er von der Mairie Biersdorf verwaltet, aus der 1815 die preußische Bürgermeisterei Biersdorf entstand, die 1816 dem Kreis Bitburg im Regierungsbezirk Trier sowie 1822 der Rheinprovinz zugeordnet war. Im Jahr 1856 kam die Gemeinde zur Bürgermeisterei Bickendorf (1927 in Amt Bickendorf umbenannt), aus dem sich mit weiteren Ämtern 1970 die Verbandsgemeinde Bitburg-Land bildete. Seit dem 1. Juli 2014 gehört die Gemeinde zur Verbandsgemeinde Bitburger Land.

## Bevölkerungsentwicklung
Für 1473 und 1493 weist das Luxemburger Feuerstättenverzeichnis drei Haushalte in Enchtershusen aus. 1656 war das Dorf auf drei, 1848 auf 16 Wohnhäuser mit 131 Einwohnern angewachsen. Der bisherige Höchststand wurde 1871 mit 167 Einwohnern erreicht.
Die Entwicklung der Einwohnerzahl der Gemeinde Echtershausen, die Werte von 1871 bis 1987 beruhen auf Volkszählungen:
| Jahr | Einwohner |
| ---- | --------- |
| 1815 | 74        |
| 1835 | 131       |
| 1871 | 167       |
| 1905 | 151       |
| 1939 | 152       |
| 1950 | 140       |
| 1961 | 143       |

| Jahr | Einwohner |
| ---- | --------- |
| 1970 | 122       |
| 1987 | 117       |
| 1997 | 121       |
| 2005 | 107       |
| 2011 | 104       |
| 2017 | 115       |
| 2023 | 98        |

## Politik

### Gemeinderat
Der Gemeinderat in Echtershausen besteht aus sechs Ratsmitgliedern, die bei der Kommunalwahl am 9. Juni 2024 in einer Mehrheitswahl gewählt wurden, und dem ehrenamtlichen Ortsbürgermeister als Vorsitzendem.

### Bürgermeister
Norbert Fleckner wurde am 16. Oktober 2014 Ortsbürgermeister von Echtershausen. Bei der Direktwahl am 26. Mai 2019 wurde er mit einem Stimmenanteil von 83,58 % und am 9. Juni 2024 mit 89,8 % jeweils für weitere fünf Jahre in seinem Amt bestätigt.

### Wappen
| Wappen von Echtershausen | [ 7 ] |
| Wappen von Echtershausen | Wappenbegründung: Ausdruck auf die langjährige Zugehörigkeit zum Herzogtum Luxemburg sind die Schildfarben Blau und Silber. Die aufsteigende Spitze symbolisiert die kegelartige Erhebung innerhalb der Gemarkung, der Wellenbalken steht für die Prüm. Das Pflugrad im unteren Wappenteil ist Hinweis auf die ursprüngliche landwirtschaftliche Struktur der Gemeinde. |

## Sehenswürdigkeiten
Im Bereich der Ortsmitte steht ein Schieferfelsen, der an den früher westlichen Verlauf der Prüm um die Ortschaft erinnert. Sehenswert sind daneben auch eine Kapelle aus dem Jahre 1892 und die über die Gemarkung verteilten, landwirtschaftlichen Hofstellen.

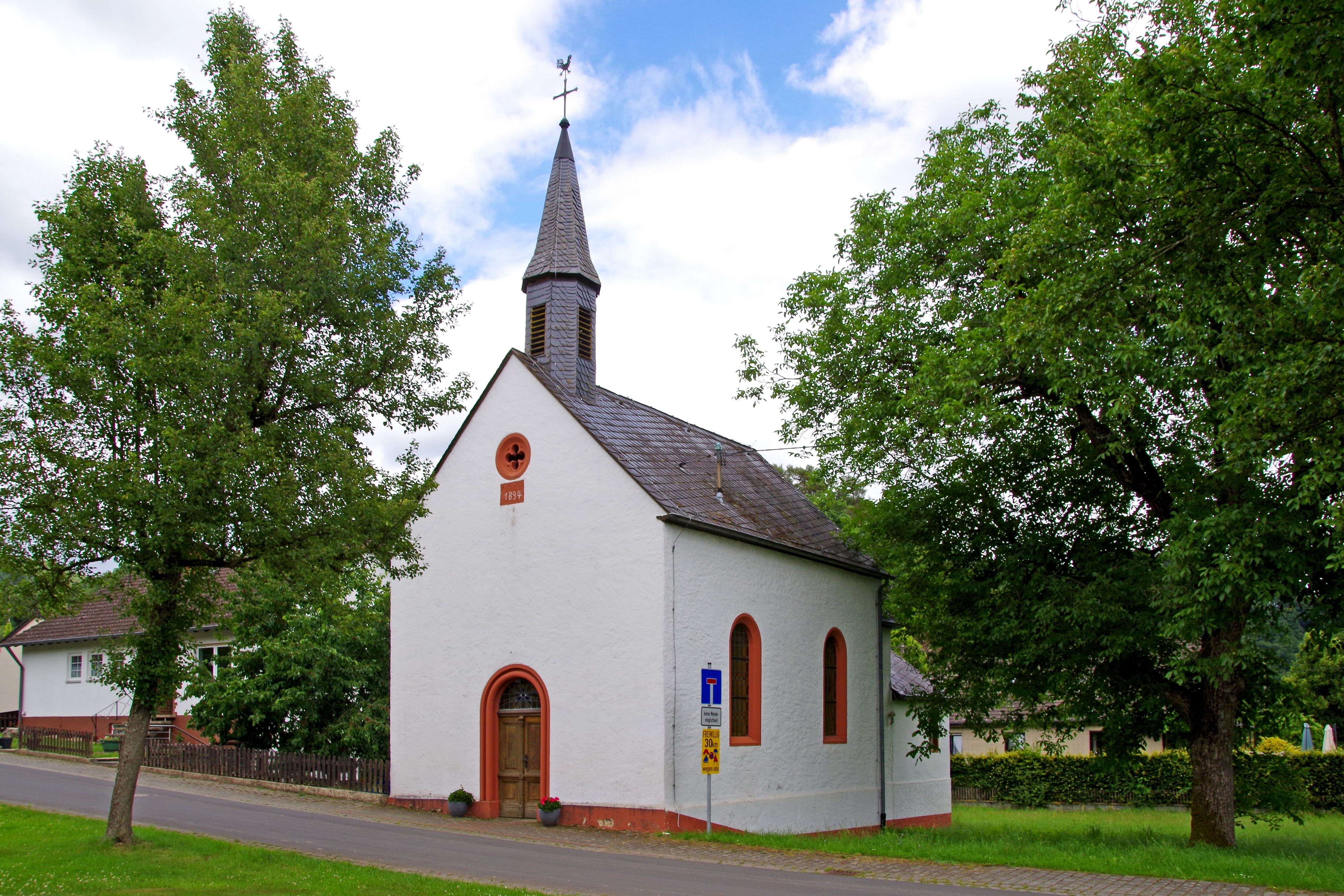
St. Maria-Kapelle (1894)
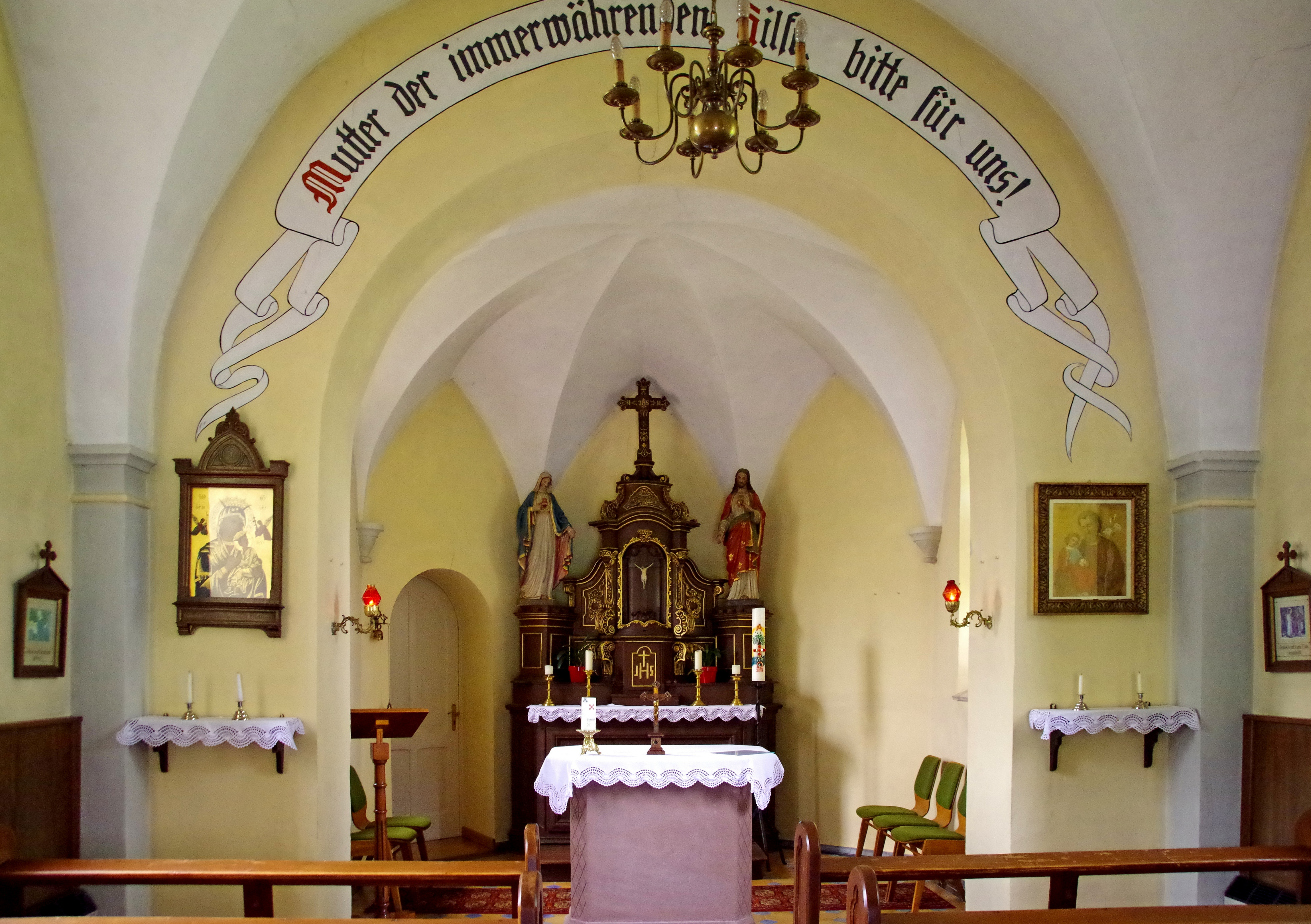
Kapellen-Innenraum
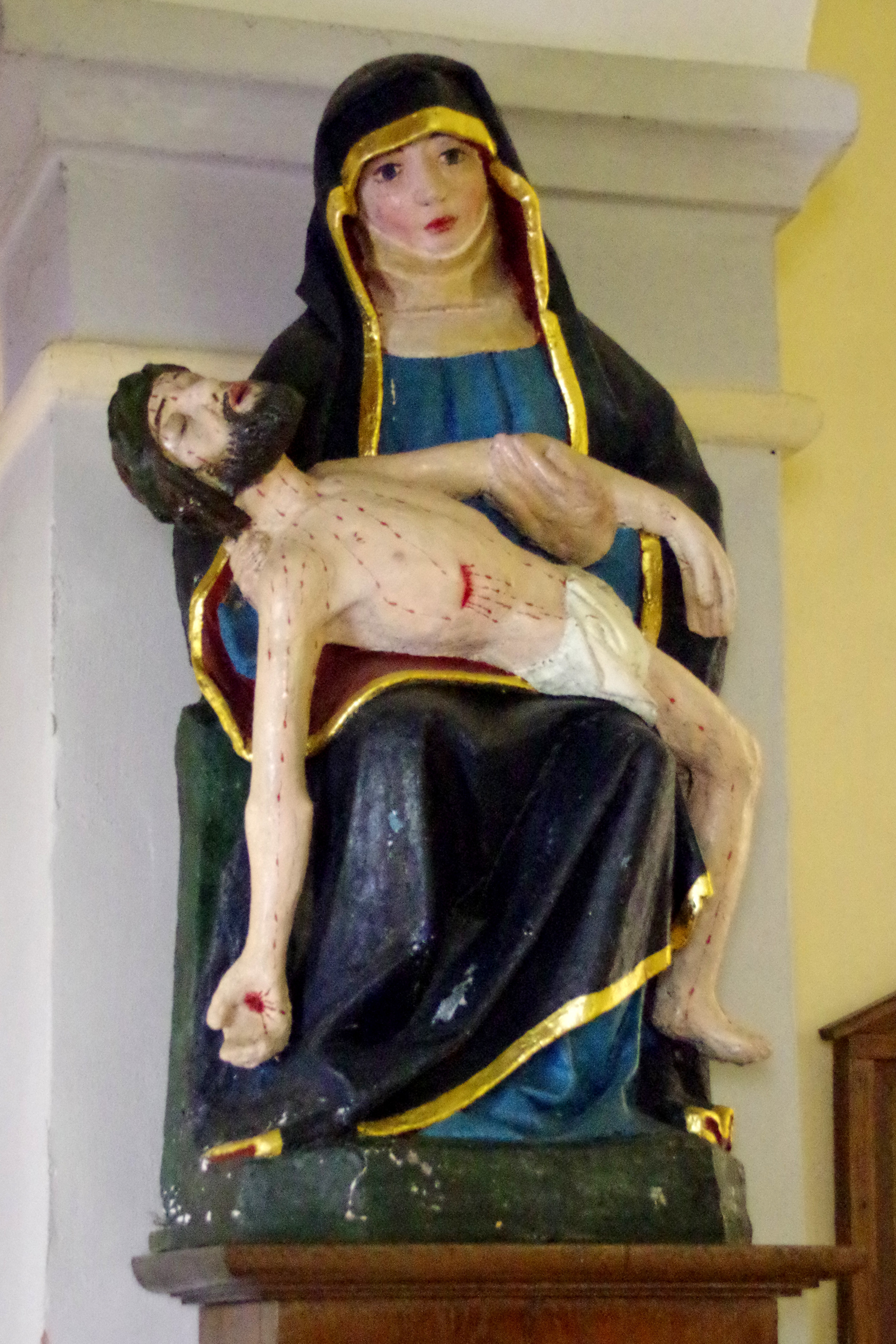
Pietà (18. Jh.)
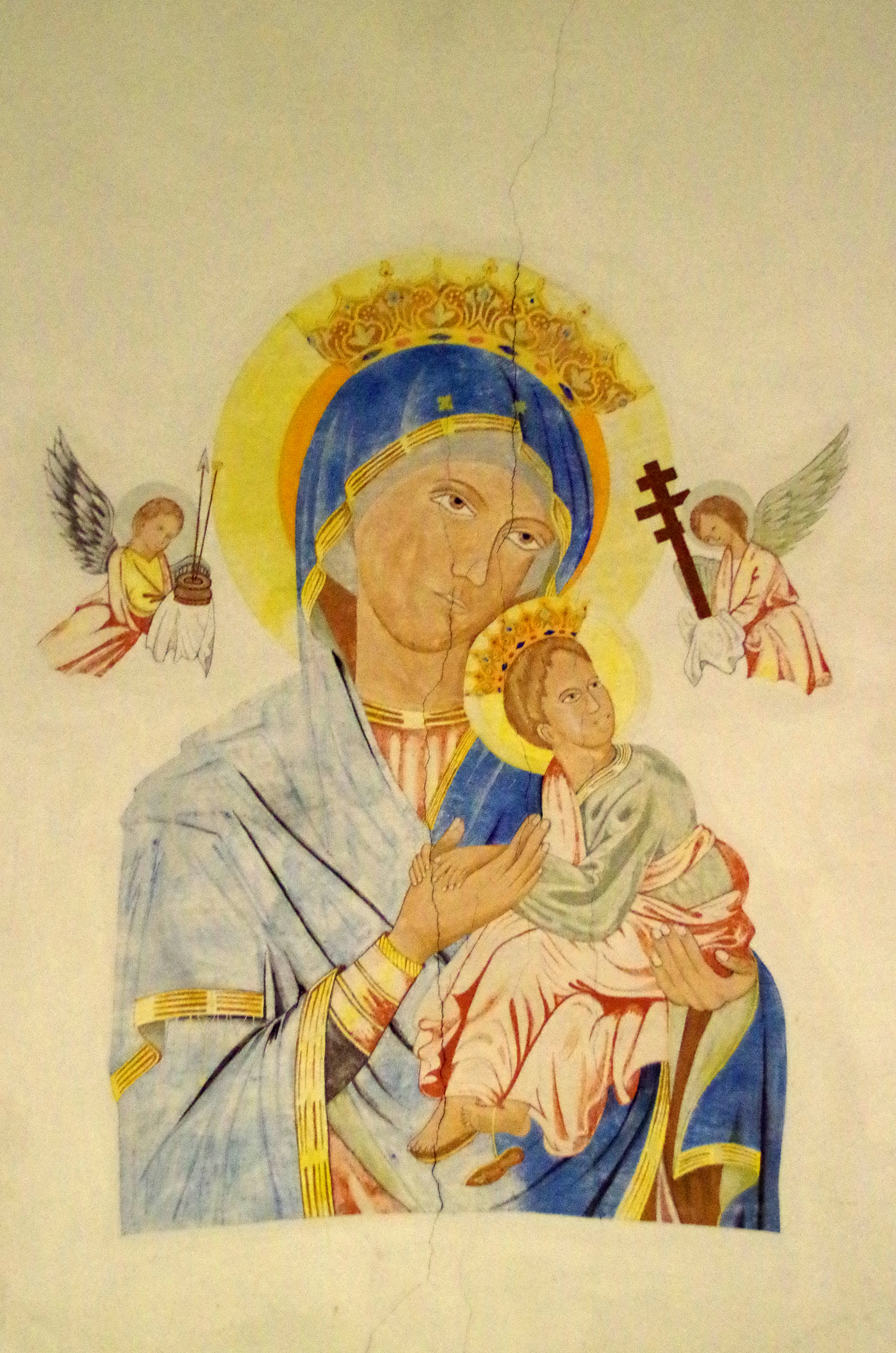
Deckengemälde
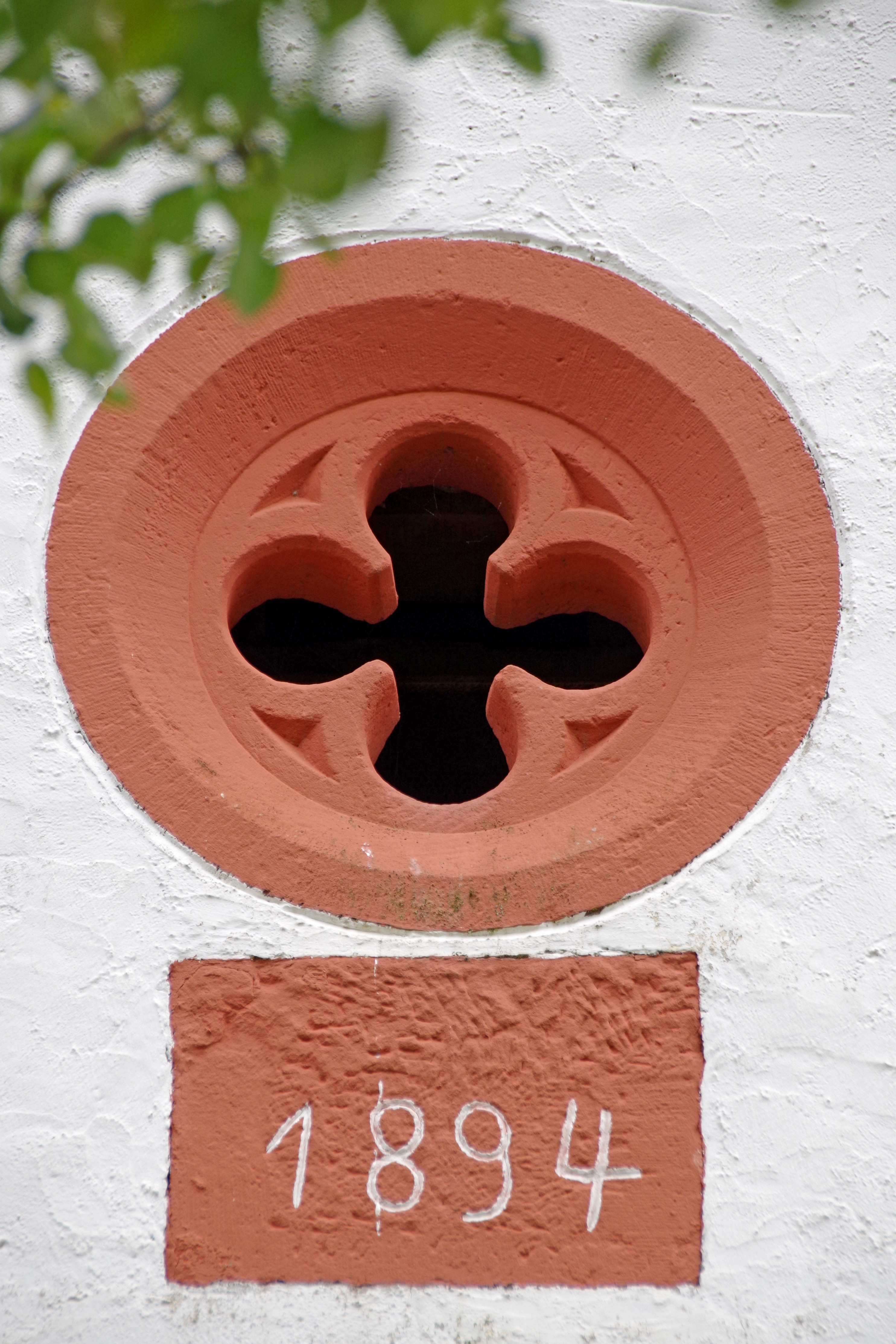
Vierpassfenster (1894)
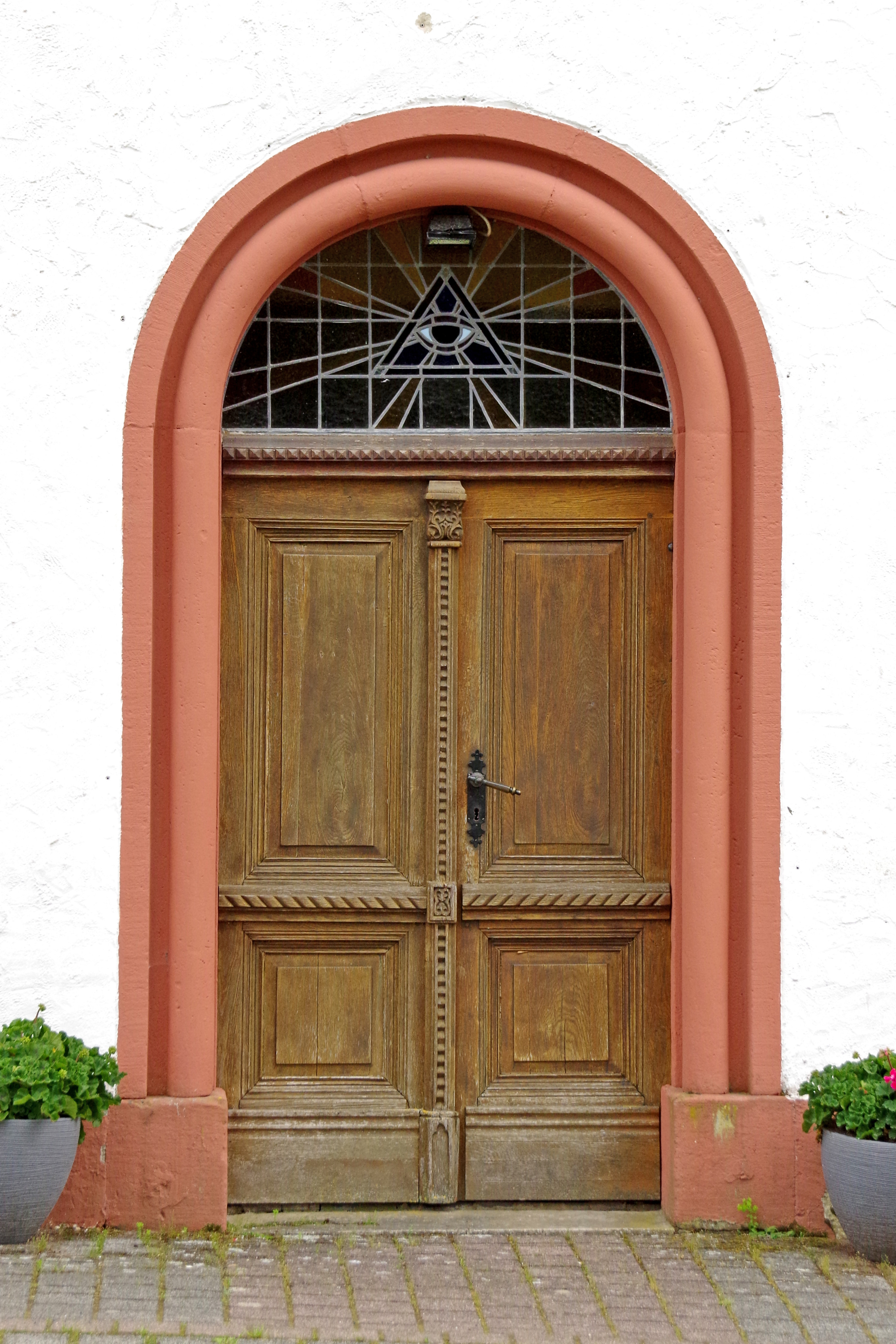
Portal

Siehe auch: Liste der Kulturdenkmäler in Echtershausen
Siehe auch: Liste der Naturdenkmale in Echtershausen

## Wirtschaft und Infrastruktur

### Unternehmen und Landwirtschaft
Unter anderem aufgrund des nahegelegenen Stausee Bitburgs ist Echtershausen heute eine touristisch geprägte Gemeinde. Davon zeugen ein Dorfgasthaus mit Pension sowie mehrere Ferienwohnungen. Die Bedeutung der Landwirtschaft hat in den letzten Jahren im Vergleich zum Umland stark abgenommen; so hat sich die landwirtschaftlich genutzte Fläche von 1971 bis 2005 mehr als halbiert. Die meisten Arbeitnehmer sind in Bitburg, der Region Trier und in Luxemburg beschäftigt.

### Verkehr
Echtershausen ist durch die Kreisstraße 71 erschlossen. Diese endet im Ort.